# Pier Giorgio Silvestrin
Pier Giorgio Silvestrin (16 maggio 1968) è un imprenditore e stilista italiano, inventore e fondatore di Lydda Wear, azienda di abbigliamento per la disabilità. Nel 2010 ha vinto il primo premio "Sodalitas Social Award" di Assolombarda per la categoria Innovazione di Prodotto.

## Biografia

### Primi anni
Nato da una famiglia di artigiani, frequenta le scuole a Terrassa Padovana (PD), dove vive, per poi proseguire gli studi presso l'Istituto Tecnico Industriale Statale G. Natta di Padova, scuola superiore specializzata nella formazione di tecnici per l'impresa tessile.
In questa sede, all'età di 17 anni, Pier Giorgio Silvestrin produce il suo primo indumento auto-progettato: un paio di jeans speciali per il fratello costretto alla sedia a rotelle perché affetto da spina bifida, realizzati con la macchina da cucire Necchi "Silvia" di suo padre. Inizia poi a produrre diversi modelli di jeans per gli amici diversamente abili del fratello, su richiesta delle loro madri.
Dopo il diploma, all'inizio degli anni Novanta, Silvestrin si iscrive alla facoltà di Scienze Politiche dell’Università degli Studi di Padova; tuttavia, pochi mesi dopo, decide di entrare nell’azienda tessile di famiglia per diventare tecnico di produzione, e contemporaneamente portare avanti il suo progetto dei "pantaloni per persone su sedia a rotelle".

### Verso Lydda Wear
Negli anni novanta, con la sua impresa tessile, Silvestrin lavora per le grandi case di moda. Nel 2002 deposita il marchio Lydda Wear, identificativo dell’abbigliamento per persone disabili. Nel 2003 con l'aiuto della moglie Cathia fonda a Terrassa Padovana la sua azienda "Taglieria San Giorgio" e apre il sito web del marchio e successivamente, nel 2005, il sito di e-commerce per la vendita on-line dei prodotti da lui stesso ideati e realizzati.
Nel 2010, Lydda Wear vince il 1º premio Sodalitas Social Award nella categoria Innovazione di Prodotto indetto dalla Fondazione Sodalitas di Assolombarda. Nel 2012, Silvestrin inizia ad occuparsi di abbigliamento specifico per altre disabilità o malattie invalidanti diverse dalla paraplegia, e in questo contesto viene definito "Sartronico", poiché applica l'elettronica all’abbigliamento, creando una specifica linea di abbigliamento riscaldato dotato di batteria ricaricabile[senza fonte], poiché il calore è utile per chi soffre di sclerodermia. Nel 2013 si dedica alla prevenzione delle fratture femorali a causa dell'osteoporosi, realizzando degli speciali protettori para-anche. Realizza anche una cuffia ipotermica per evitare la caduta dei capelli alle persone in cura con chemioterapia.
Contemporaneamente alla sua attività professionale, sempre in quegli anni inizia la sua attività associativa con la Confederazione nazionale dell'artigianato e della piccola e media impresa (CNA) e viene eletto nel 2013 Presidente Regionale sistema Federmoda Veneto (poi riconfermato nel 2017), quindi Vice Presidente CNA Federmoda Nazionale con delega alle Ricerche "Progetto Vestire i bisogni" e "Indumenti speciali"
Nel 2017 l'azienda di Silvestrin viene selezionata per partecipare al progetto Botteghe Digitali, promosso da banca IFIS. Botteghe Digitali è il primo programma di accelerazione che rende conto di come l’artigiano d’eccellenza del Made in Italy può diventare manifattura 4.0.
Nel 2018 riceve il Premio Città di Padova "Associazione Antichi Mestieri" quale sarto di eccellenza.
A partire dal 2020, a seguito della diffusione del programma ONU Agenda 2030 per lo Sviluppo Sostenibile gli obiettivi di Inclusione e Sostenibilità dell'azienda di Silvestrin sono citati come unico esempio italiano di Adaptive Clothing sia a livello europeo che a livello italiano.
Nel 2022 vince il Premio Top of the Pid Veneto, indetto da Unioncamere Veneto, per l'innovazione digitale.[senza fonte]

## Riconoscimenti
- 2010 – Vincitore 1º premio Sodalitas Social Aword – cat. Innovazione di prodotto - Fondazione Sodalitas di Assolombarda
- 2017 – selezionato come artigiano di eccellenza per il progetto Botteghe Digitali Lydda Wear di Banca Ifis
- 2018 – premio Città di Padova – Antichi Mestieri
- 2022 – Premio Top of the Pid Veneto